# Capilla de la Providencia (Gijón)

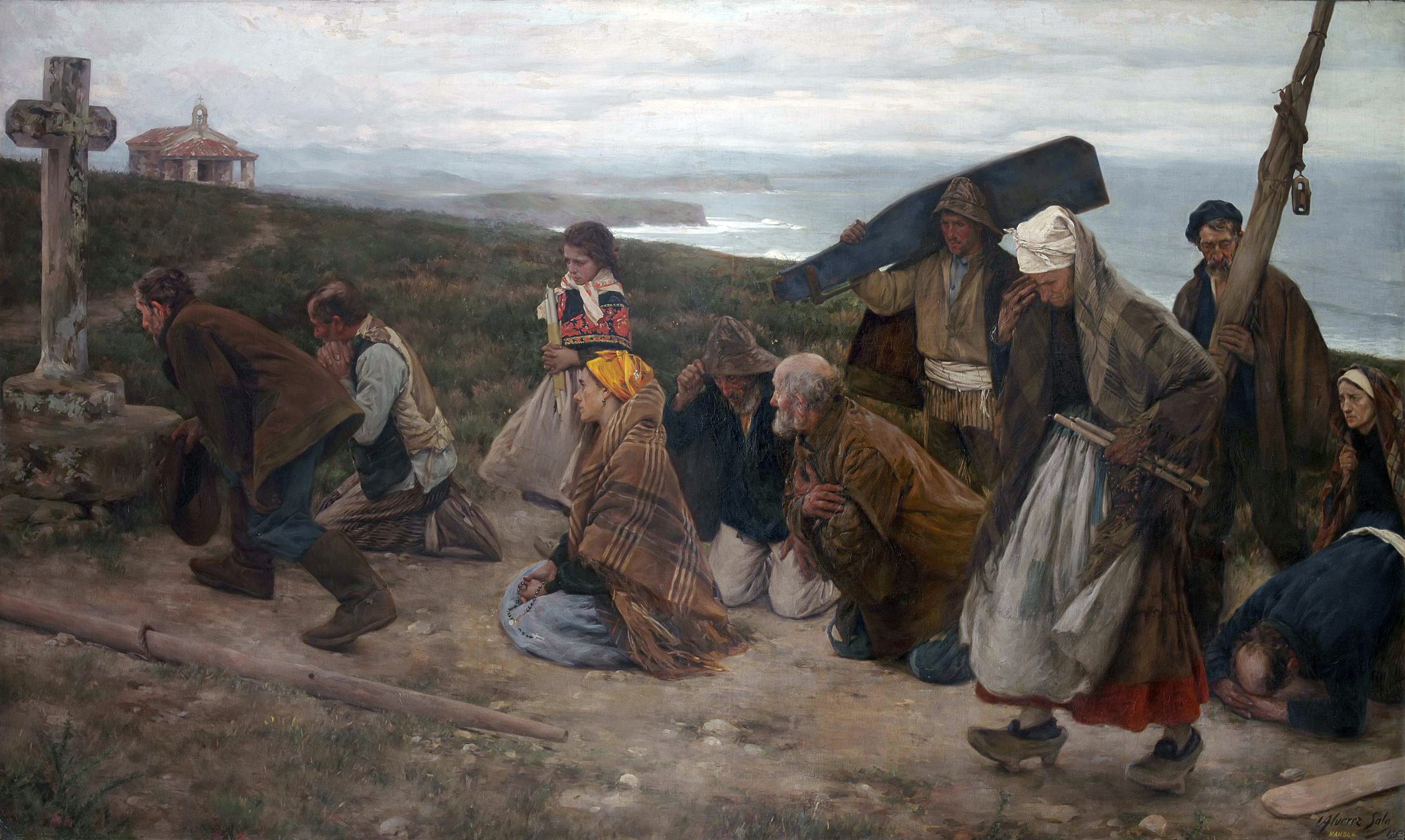
La capilla de la Providencia en la obra "La promesa, después del temporal, Asturias" de Ventura Álvarez Sala.

La capilla de la Providencia es una capilla española ubicada en el barrio de San Lorenzo de Somió, en Gijón (Principado de Asturias). 

## Historia
Originalmente se trataba de una ermita ubicada en la Isla de la Tortuga, al este del cabo de San Lorenzo, que se abandonó y cuyos restos fueron desapareciendo. En los años 1840 se reconstruyó en el cabo de San Lorenzo y se denominó Ermita de San Lorenzo del Mar, costeada por el Obispo Benito Sanz y Forés y Doña Petronila Menéndez Valdés. Aunque tenía las imágenes de San Lorenzo y San Rafael, un romero regalo una talla de la Virgen de la Divina Providencia, y la gente comenzó a llamarla Capilla de la Providencia. Un incendio la devastó parcialmente en 1895, siendo reinaugurada el 10 de agosto de 1898. Fue pintada por Ventura Álvarez Sala en su obra "La promesa, después del temporal, Asturias". Esta capilla, así como las imágenes de San Lorenzo, de San Rafael y de la Virgen, fueron quemadas en 1936 en la persecución religiosa durante la guerra civil española, al igual que sucedió con la Capilla de La Guía y con la Iglesia de San Julián, también en Somió.
El 26 de mayo de 1946 se inauguró la tercera capilla, en una finca donada por Dionisio Cifuentes, que también pagó los gastos de su construcción, según planos de Enrique Álvarez-Sala Morís. Su deterioro causó que se derrumbase el 18 de noviembre de 1986. En el mismo lugar se construyó la cuarta capilla, la actual, mediante fondos conseguidos por suscripción pública y con proyecto del arquitecto Ramón Somolinos. Se inauguró el domingo 30 de agosto de 1987. 
La imagen actual de la Virgen de la Providencia, de influencia bizantina, tiene la tez morena y es una de las dos “Vírgenes negras” existentes en Gijón, junto con la de Nuestra Señora de la Peña de Francia, en Deva. No se parece nada a la destruida en 1936, que era blanca y sin Niño. En la actual aparece sentada con el niño en el regazo y con la mano derecha sostiene el globo terráqueo. El Niño bendice con la mano derecha y tiene una piña en la izquierda como símbolo de la dulzura de sus favores.